# Remetea Chioarului (gmina)
Remetea Chioarului – gmina w Rumunii, w okręgu Marmarosz. Obejmuje miejscowości Berchez, Berchezoaia, Posta, Remecioara i Remetea Chioarului. W 2011 roku liczyła 2834 mieszkańców.